# Пантелеймоновка (Горловский горсовет)

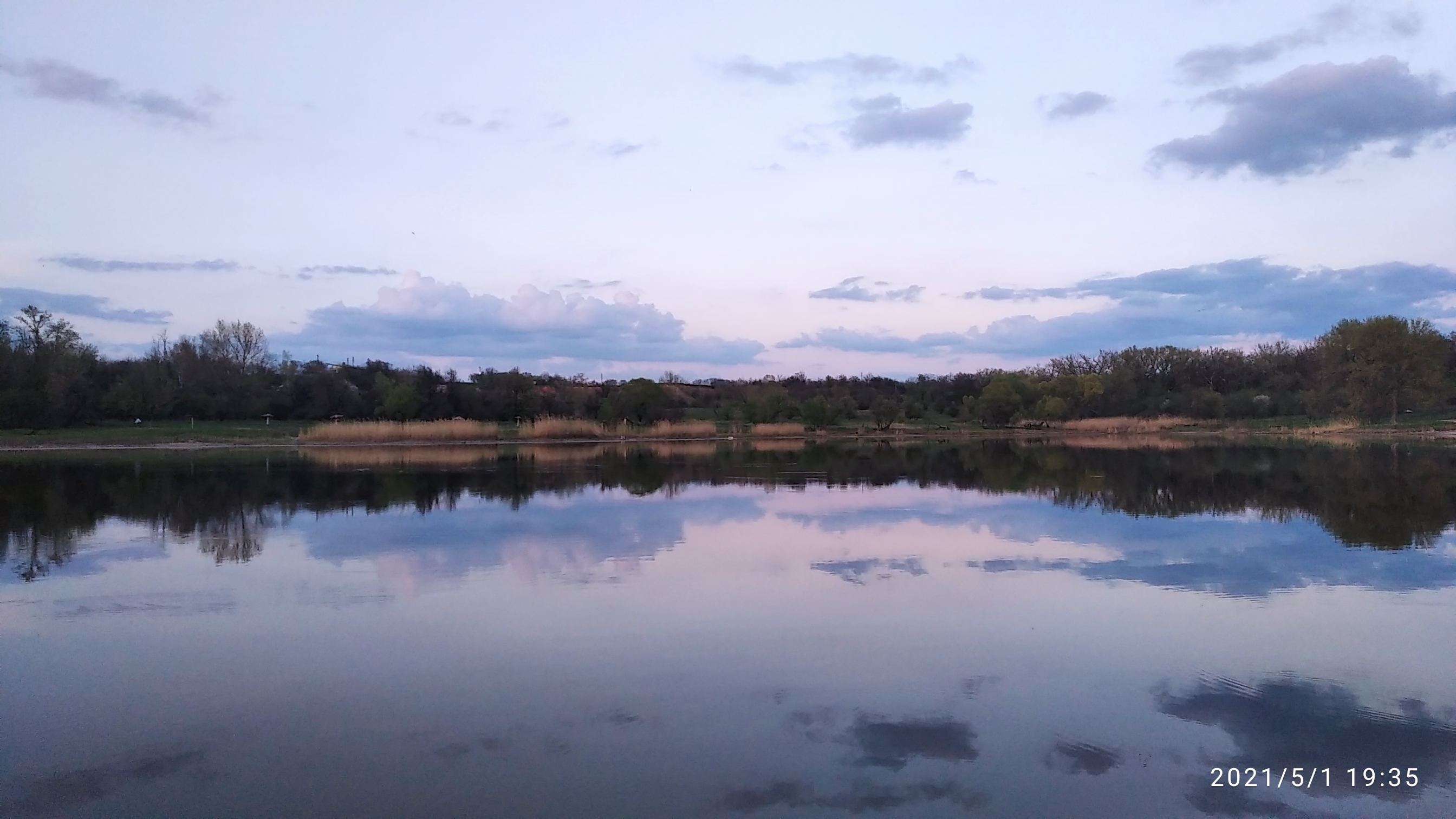
Пантелеймоновский ставок

Пантелеймо́новка (укр. Пантелеймонівка) — посёлок в Горловском горсовете Донецкой области Украины. Входит в состав Горловско-Енакиевской агломерации. C лета 2014 года находится под контролем самопровозглашенной Донецкой Народной Республики.

## География
Пантелеймоновка расположена в степной зоне восточной части Украины, в центральной части Донбасса. В Пантелеймоновке находятся два водохранилища, оба искусственные, с восточной стороны протекает канал Северский Донец — Донбасс. Имеется парк.
В Донецкой области находится одноимённый населенный пункт — село Пантелеймоновка, расположенное в соседнем Ясиноватском районе.
К северо-западу от населённого пункта проходит линия разграничения сил в Донбассе.

#### Соседние населённые пункты по странам света
С: Ставки, Михайловка
СЗ: —
СВ: Пятихатки
З: Красный Партизан
В: Корсунь

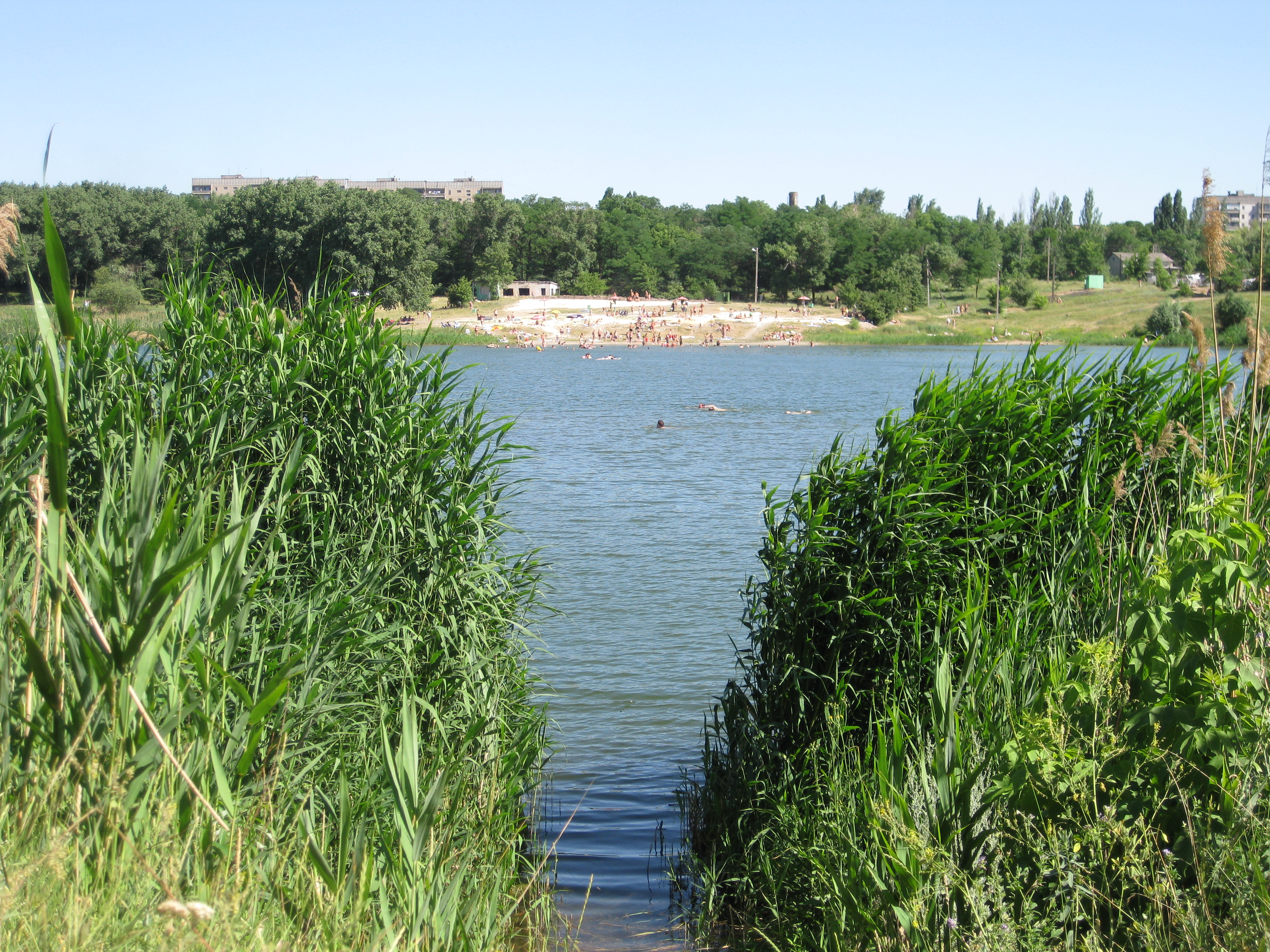
Ставок в Пантелеймоновке

ЮЗ: Василевка (Ясиноватского района), Лебяжье
ЮВ: Рясное, Петровское
Ю: Василевка (Макеевского горсовета)

## История

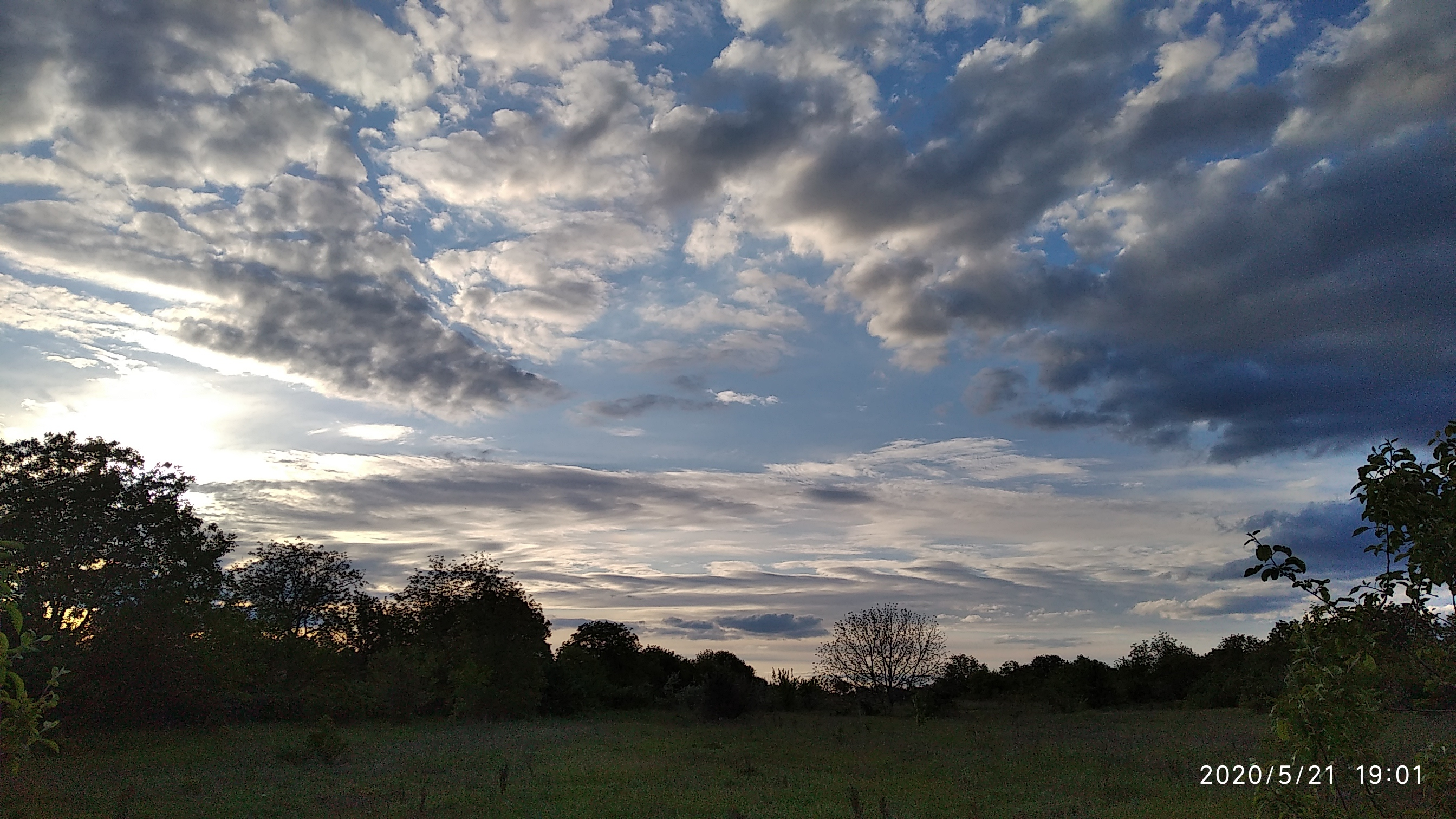
Поле

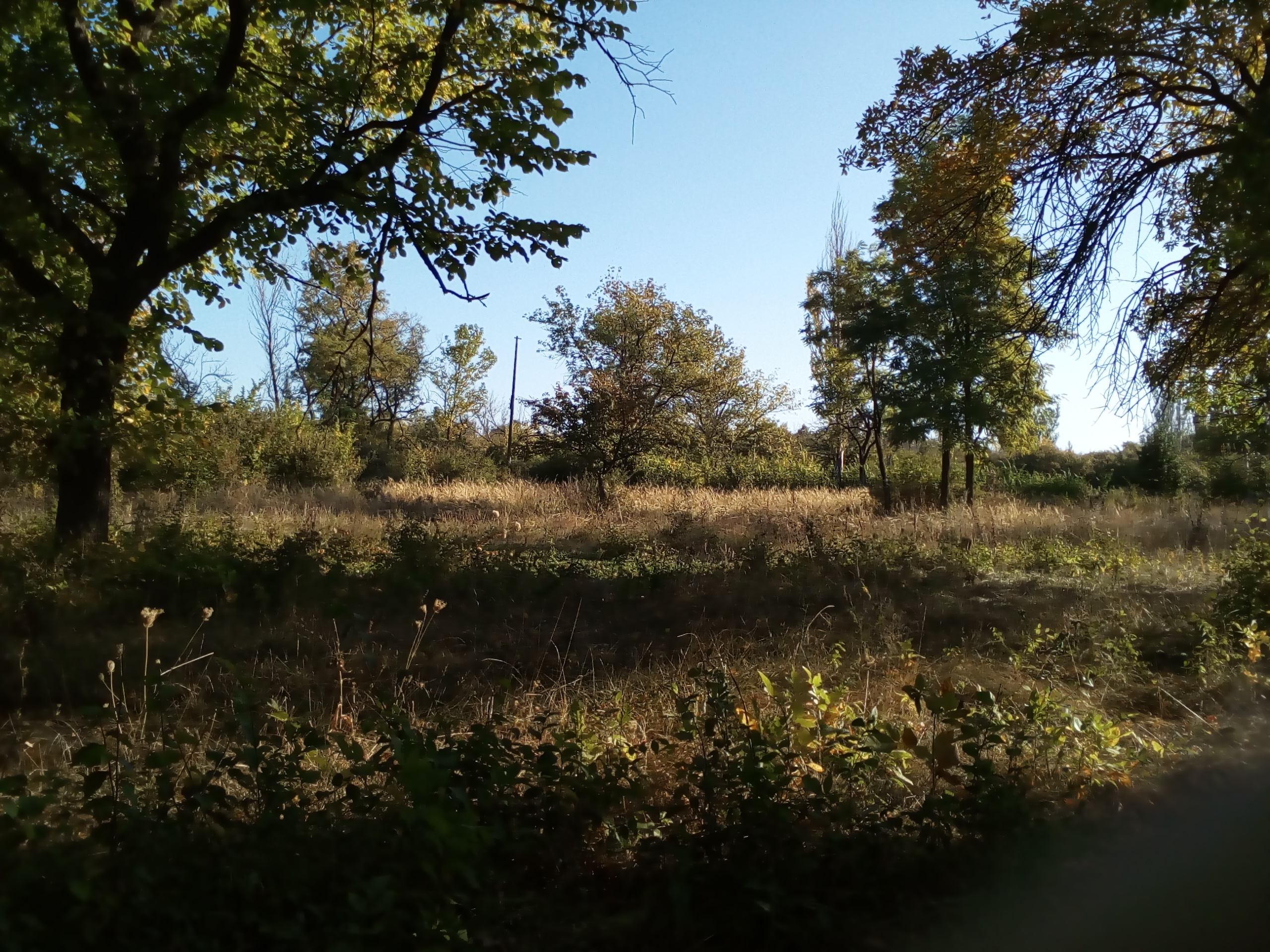
Деревья

В 1876 год на линии Курско-Харьковско-Азовской железной дороги была построена станция. По старинному обычаю, в здании вокзала висела икона святого Пантелеймона — отсюда и название станции Пантелеймоновка. Позже в окрестностях станции нашли глину, пригодную для производства кирпича, построили завод — так возник посёлок.
В 1926 году построен ПАО «Пантелеймоновский огнеупорный завод» — одно из крупнейших на то время предприятий Украины по производству магнезиальной огнеупорной продукции.
В 1929 году началось строительство школы-семилетки, которая находилась в здании трикотажного магазина. 
1 сентября 1935 года был открыт новый корпус школы, который был построен по индивидуальному проекту. В школе обучались дети из посёлка и окрестных сёл (Михайловка, Озеряновка, Васильевка, Белоглинка, Корсунь). Обучение велось на двух языках — украинском и русском. Первый директор школы — Борис Григорьевич Ващенко. Школа относилась к Макеевскому району и ее номер был № 25. Первый выпуск датируется 1939 годом.
27 октября 1938 года Пантелеймоновка получила статус посёлка городского типа.
Осенью 1941 года Пантелеймоновка была оккупирована, школьное здание превращено в конюшню. «Гости» поселка проявили невиданную заботу о подрастающем поколении. В деревянном бараке была открыта школа, где учились около 130 учеников, а преподавало 7 учителей (для сравнения: на 1940 год — 820 и 37 соответственно). Обучение в школе было платным, дети учились где-то до 6 класса, с 12 лет они ставились на учет биржи труда. Такое положение было до 1943 года. директором школы был Панченко. С 1976 по 1992 год директором школы был Черноус Анатолий Родионович. Именно ему школа обязана строительством «нового» корпуса и плавательного бассейна. 
1957 год — возле посёлка проходит строительство канала «Северский Донец — ДОНБАСС». 
В 1960 год был создан Пантелеймоновский ставок. 
В 1969 году построен первый панельный дом по проекту «Черёмушки». Район так и назвали — Черёмушки. 
В 1975 году здесь действовали завод огнеупоров, завод железобетонных изделий и железнодорожная станция.

## Население
| Год  | Количество жителей |
| ---- | ------------------ |
| 1939 | 4027               |
| 1959 | 7237               |
| 1970 | 6567               |
| 1979 | 7556               |
| 1987 | 8900               |
| 1989 | 8713               |
| 1992 | 8800               |
| 1998 | 8600               |
| 2001 | 8009               |
| 2019 | 7800               |

## Символика
28 мая 2013 года был утверждён герб Пантелеймоновки.

## Археология
- Беевский курган

## Экономика
Пантелеймоновка известна своим огнеупорным заводом — бывшим крупнейшим в Украине по выпуску магнезиальных огнеупоров, который был продан российским предпринимателям в 2012 году. 

## Транспорт
Автобусы
- № 77: Горловка — Пантелеймоновка (маршрут временно приостановлен)
- № 115: Донецк — Пантелеймоновка

Автолайн
- Пантелеймоновка — Донецк

Железнодорожный транспорт (временно приостановлен)

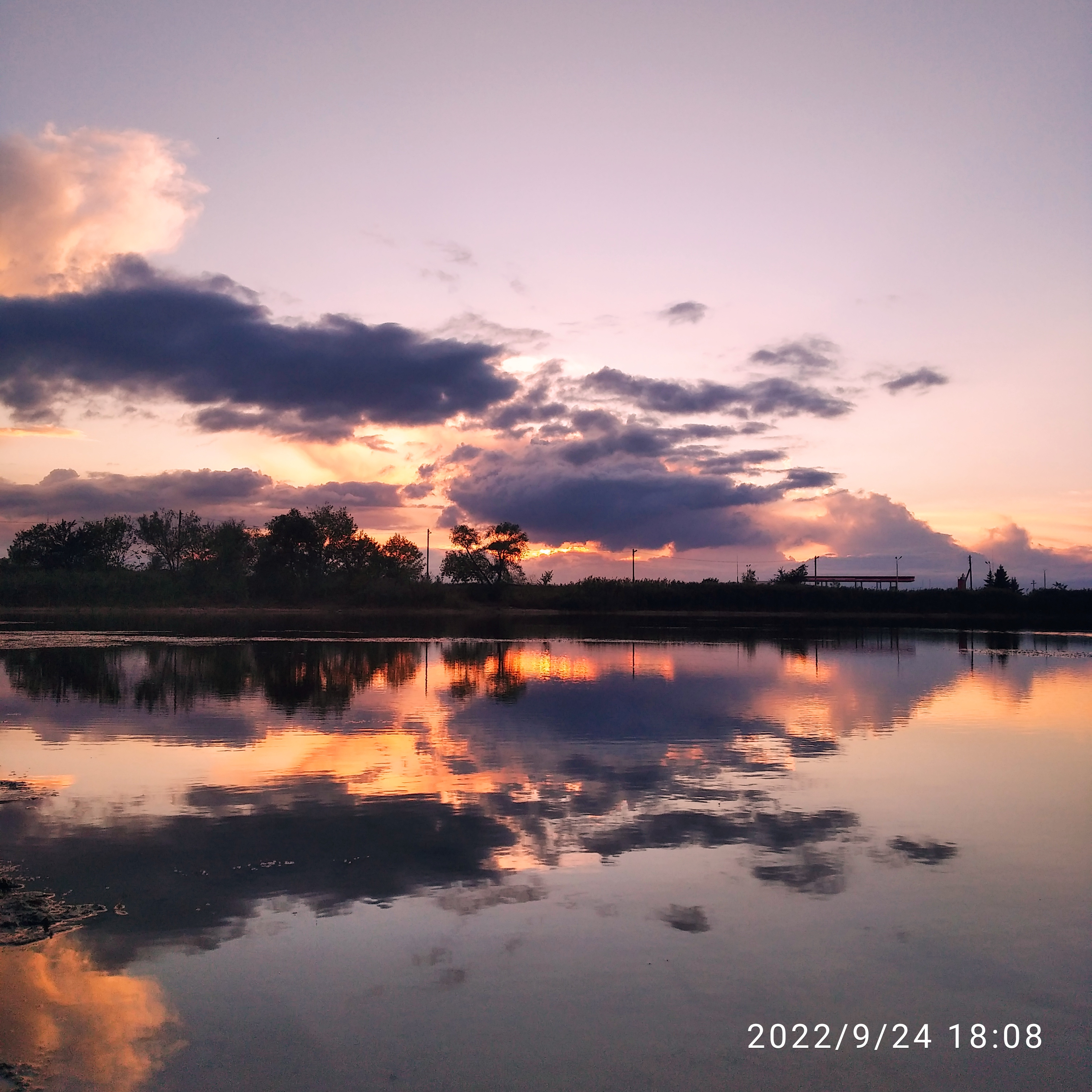
Ставок 1.1

- Очеретино — Иловайск
- Никитовка — Донецк